# 七橋甕駅
七橋甕駅（しちきょうおうえき）は、中華人民共和国江蘇省南京市秦淮区冶修二路と紅花路の交差点にある南京地下鉄5号線の駅。

## 沿革
- 2025年8月6日：開業[1]。

## 駅構造

### のりば
| 番線 | 路線            | 方面                        | 行先            |
| ---- | --------------- | --------------------------- | --------------- |
|      | 南京地下鉄5号線 | 下関・静海寺・南京西駅 方面 | 方家営 行き     |
|      | 南京地下鉄5号線 | 神機営・東善橋 方面         | 江蘇軟件園 行き |

## 駅周辺
- 七橋甕湿地公園

## 隣の駅
南京地下鉄
■5号線
石坎門駅 - 七橋甕駅 - 大校場駅